# Воронков, Василий Иванович
Воронков Василий Иванович (1899, Шумиха, Оренбургская губерния — январь 1920, Троицкосавский уезд, Забайкальская область) — активный участник в установлении Советской власти в городе Шумиха.

## Биография
Василий Воронков родился в 1899 году в семье рабочего-железнодорожника в посёлке Шумиха Каменной волости Челябинского уезда Оренбургской губернии, ныне город Шумиха — административный центр Шумихинского муниципального округа Курганской области Российской Федерации. 
Работал телеграфистом на станции Шумиха. Принимал активное участие в установлении Советской власти в Шумихе. Был назначен комиссаром путей сообщения районного совета депутатов.
После падения советской власти он одним из первых был арестован и отправлен в Челябинскую тюрьму. В июне 1919 года арестован во второй раз и отправлен в Александровский централ. 
В августе 1919 года в «Красных казармах» города Троицкосавска Троицкосавского уезда Забайкальской области по распоряжению Главного управления местами заключения Временного сибирского правительства была создана временная тюрьма для размещения политических заключённых, находившихся в тюрьмах городов Урала и Западной Сибири. В декабре 1919 года было размещено 1270 человек, переведённых из Александровской каторжной тюрьмы, Бийской, Златоустовской, Красноуфимской, Кунгурской, Пермской, Тобольской, Челябинской и других тюрем. В декабре 1919 года началось наступление красных партизан, и начальник гарнизона города полковник Сысоев, комендант гарнизона капитан Дворкин, старший надзиратель Фёдоров, сотник Соломаха, подъесаул Никитин и хорунжий Китаев, палачи Пашкевич, Расходский, Емельянов, Фёдоров, Сафаров, Огурченко, Колесов, Никаноров и Салацко стали убивать заключённых. 
С 20 декабря 1919 года по 9 января 1920 года было убито свыше 1100 политзаключённых Троицкосавской временной тюрьмы, среди них был зарублен и Василий Иванович Воронков. Городская дума для того, чтобы остановить казни, была вынуждена просить о вводе в город китайских частей. Массовое уничтожение политзаключённых получило название «Троицкосавской трагедии». По решению правительства Дальневосточной республики (ДВР) в конце 1920 — начале 1921 годов было проведено расследование. В течение 9 дней продолжался суд, который начался 2 марта 1921 года. Пред судом выступили 139 свидетелей. Из 96 обвиняемых на суде присутствовали 14 участников казни. Итогом процесса стал приговор: семерых подсудимых — к двадцати годам общественных работ, одного — к десяти годам, одного — к десяти годам условно, трое были оправданы, а один выслан из ДВР. 27 июня 1934 года город Троицкосавск  был объединён с торговой слободой Кяхта, ныне город Кяхта — административный центр Городского поселения «Город Кяхта» Кяхтинского района Республики Бурятия.

## Память
- В честь Василия Воронкова в городе Шумиха названа улица в южной части города. Улица тянется вдоль железной дороги и в южной части города является самой длинной. Протяжение улицы около 5 км.
- В 1954 году на братской могиле установлен памятник с надписью «Вечная память 1600 товарищам павшим в борьбе за Советскую власть 1918—1920 гг. от трудящихся Кяхтинского района», находится в 379 метрах  юго-восточнее Кяхты.